# Municipio de Atherton
El municipio de Atherton (en inglés: Atherton Township) es un municipio ubicado en el condado de Wilkin en el estado estadounidense de Minnesota. En el año 2010 tenía una población de 145 habitantes y una densidad poblacional de 1,55 personas por km².

## Geografía
El municipio de Atherton se encuentra ubicado en las coordenadas 46°35′14″N 96°28′1″O / 46.58722, -96.46694. Según la Oficina del Censo de los Estados Unidos, el municipio tiene una superficie total de 93.37 km², de la cual 93,37 km² corresponden a tierra firme y (0 %) 0 km² es agua.

## Demografía
Según el censo de 2010, había 145 personas residiendo en el municipio de Atherton. La densidad de población era de 1,55 hab./km². De los 145 habitantes, el municipio de Atherton estaba compuesto por el 96,55 % blancos, el 0,69 % eran afroamericanos, el 1,38 % eran amerindios y el 1,38 % eran de una mezcla de razas. Del total de la población el 1,38 % eran hispanos o latinos de cualquier raza.